# غمين (ميانة)
غمين هي قرية في مقاطعة ميانة، إيران. يقدر عدد سكانها بـ 67 نسمة بحسب إحصاء 2016.